# Bilal Nikeziqi
Bilal Nikeziqi (ur. 1 kwietnia 1955 w Ulcinju) – czarnogórski malarz.

## Życiorys
W 1978 roku ukończył studia na Wydziale Malarstwa Akademii Sztuk Pięknych w Prisztinie.
Wystawy jego obrazów odbywały się od lat 70. do lat 90. XX wieku, głównie na terenie ówczesnej Jugosławii.